# Нінурта-апла-…
Нінурта-апла-… (д/н — бл. 790 до н. е.) — цар Вавилону близько 800—790 до н. е. Повне ім'я невідоме, оскільки напис з ним пошкоджено.

## Життєпис
Умовно належить до династії «Е» (VIII Вавилонської династії). Ймовірно належав до вавилонської знаті. Після підкорення Вавилонії, ассирійський цар Адад-нірарі III не бажав остаточно приєднувати її до Ассирії. Тому поставив царем Нінурта-апла-…, який не мав жодної влади, а фактично був ассирійським намісником в області навколо Вавилону. 790 року до н. е. помер або був повалений. Його наступником став Мардук-бел-зері.